# Pierre François Le Courayer

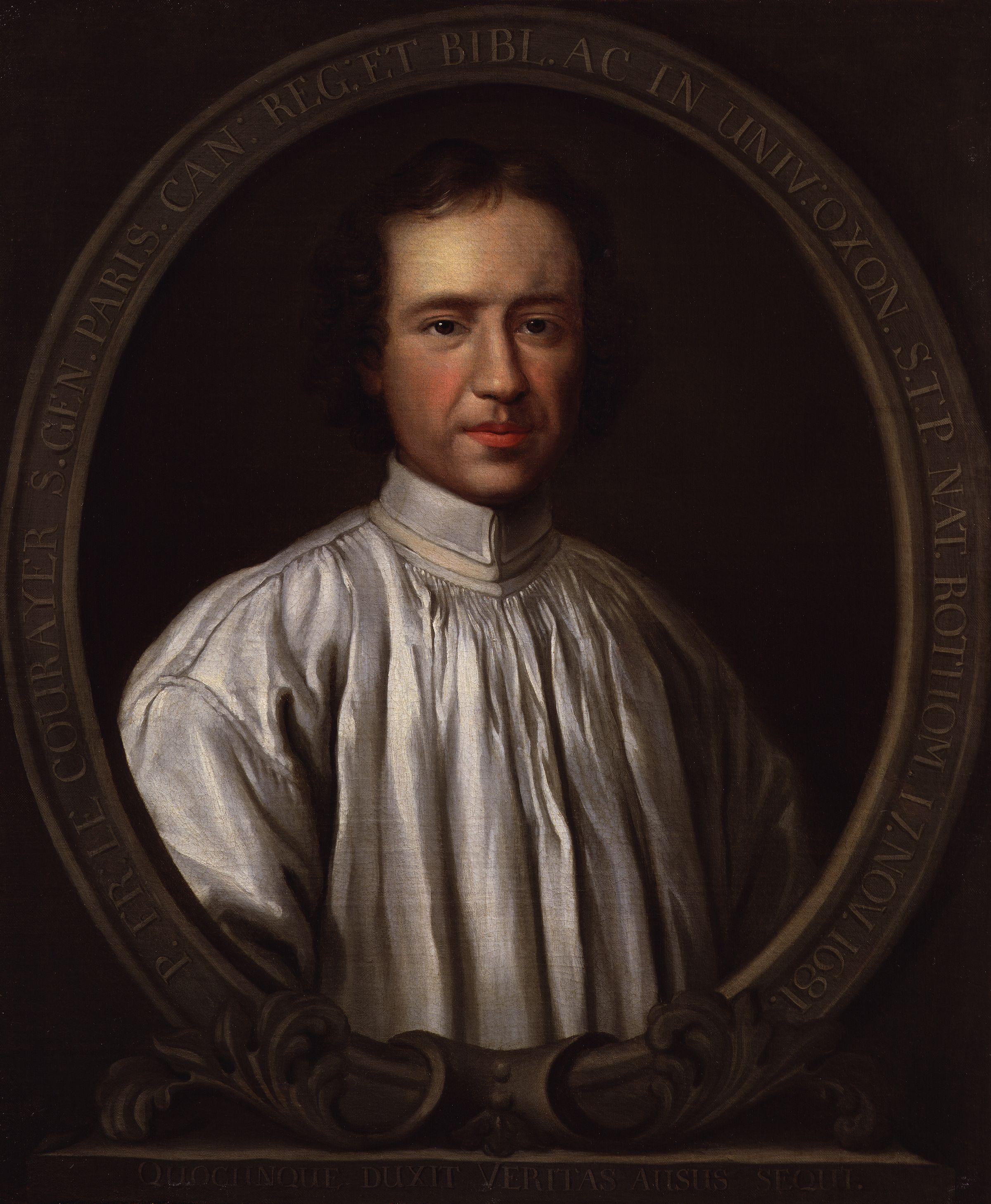
Pierre François Le Courayer. Die Rahmeninschrift bezeichnet ihn als Kanoniker von Sainte-Geneviève, Paris, und Professor der Universität Oxford; sie nennt auch Geburtsort und Geburtsdatum.

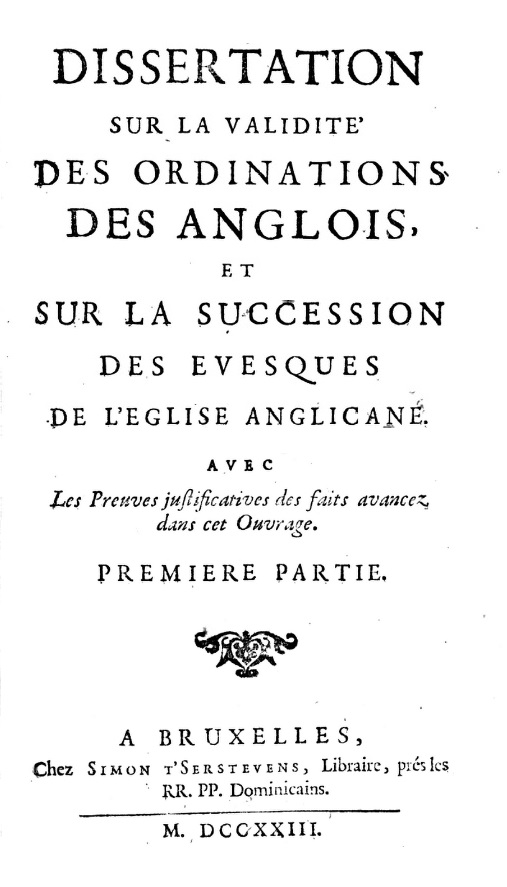
Titelseite der Abhandlung über die Gültigkeit der Weihen der Engländer von 1723, die für Le Courayer zur Lebenswende wurde.

Pierre François Le Courayer (* 17. November 1681 in Rouen; † 17. Oktober 1776 in London) war ein französischer römisch-katholischer Geistlicher, Augustiner-Chorherr, Bibliothekar und Theologe. Er ging ins Exil nach England und erhielt dort eine Professur an der Universität Oxford.

## Leben
Le Courayers Vater war Jurist in Rouen. Pierre François erhielt die erste akademische Bildung in Vernon und kam 14-jährig ans Collège de Beauvais in Paris. Zwei Jahre später trat er in das Stift Sainte-Geneviève der Augustiner-Chorherren vom Heiligen Victor ein. Hier setzte er seine Studien fort und empfing 1706 die Priesterweihe. Er wurde Dozent der Theologie und 1711 Direktor der Stiftsbibliothek, was ihm intensives Quellenstudium ermöglichte.
1718 nahm der Pariser Theologe Louis Ellies Dupin (1657–1719) Kontakt mit dem Erzbischof von Canterbury William Wake (1657–1737) auf, um auf gallikanischer Basis eine Annäherung der französischen Kirche an die von Rom unabhängige Kirche von England zu erreichen. Le Courayer war in diesen Briefwechsel einbezogen und begann sich intensiv mit der römisch-katholischen Einschätzung des Anglikanismus zu befassen. Zentral war dabei die Frage nach der Gültigkeit der Weihen und der apostolischen Amtsnachfolge der Bischöfe, da davon nach katholischem Glauben die Realität der Eucharistie und das Kirchesein abhingen.
Als Anonymus veröffentlichte Le Courayer nach langen Vorarbeiten 1723 mit dem falschen Druckort „Brüssel“ (in Wirklichkeit Nancy) seine Abhandlung über die Gültigkeit der Weihen der Engländer und über die [apostolische] Sukzession der Bischöfe der anglikanischen Kirche. Darin plädierte er mit historischen und theologischen Argumenten für die Gültigkeit der anglikanischen Weihen und lehnte die übliche Praxis ab, konvertierende Geistliche der Kirche von England nach römischem Ritus erneut zu weihen. Obwohl er damit eine zu jener Zeit noch nicht verurteilte theologische Meinung vertrat und auch dezidiert am Erfordernis der Einheit mit Rom als Bedingung für das volle Kirchesein festhielt, stieß seine Schrift im kirchlichen Bereich auf Ablehnung. Heftig widersprach ihm unter anderem der Pariser Dominikanertheologe Michel Le Quien in seiner Refutation von 1725. Hauptgrund für den Widerspruch waren Le Courayers Versuche, den kirchlichen Glauben bezüglich der Eucharistie und anderer strittiger Themen so zu formulieren, dass Katholiken und Anglikaner sich darin wiederfinden konnten; dabei gab er nach dem Urteil führender katholischer Theologen wesentliche Glaubensinhalte wie den Opfercharakter der Eucharistie preis. 1726 veröffentlichte er eine zweite anonyme Abhandlung zu dem Thema. Als Verfasser identifiziert, wurde er schließlich vom Pariser Kardinalerzbischof Louis-Antoine de Noailles, der ihn lange gestützt hatte, und 22 in Paris versammelten Bischöfen zum Widerruf von 32 seiner Thesen aufgefordert. Mit seinem Dekret vom 25. Juni 1728 verurteilte Papst Benedikt XIII. die in den beiden anonymen Schriften vertretenen Auffassungen. Im gleichen Jahr sprach das Stiftskapitel von Sainte-Geneviève einstimmig Le Courayers Exkommunikation aus und erteilte ihm Lehr- und Schreibverbot. Mehrere von Le Courayers Werken wurden danach durch die Glaubenskongregation auf den Index gesetzt (Défense de la Dissertation und Dissertation sur la validité im Jahr 1728, Histoire de Concile de Trente 1740, Défense de la nouvelle traduction 1748).
Die anglikanische Universität Oxford hatte ihm dagegen bereits 1727 für seine Abhandlung den theologischen Doktortitel verliehen. Durch Vermittlung von Francis Atterbury, dem als Jakobit in Paris exilierten Bischof von Rochester, floh Le Courayer nach England. Dort fand er bereitwillige Aufnahme, konvertierte aber nicht zum Anglikanismus, sondern teilte dem Generaloberen seiner Augustiner-Kongregation mit, dass er Mitglied des Ordens bleiben wolle.
Während in Frankreich der Sturm gegen Le Courayer noch einige Zeit weiterging, fasste er in England Fuß und verbrachte die restlichen fünf Jahrzehnte seines langen Lebens als „Fremdling“ in der englischen Gesellschaft, die ihn hoch schätzte. Materiell war er durch eine großzügige Pension der Königin Caroline und weitere Dotationen abgesichert und brachte es zu einigem Wohlstand. Persönlich lebte er bescheiden, unterstützte seine in Frankreich zurückgebliebenen Geschwister und war äußerst freigiebig gegen Bedürftige, half besonders mittellosen Gefangenen und Strafentlassenen. Er fuhr fort, mit großer Unabhängigkeit nach allen Seiten wissenschaftlich-theologisch zu arbeiten. Seiner französischen Übersetzung von Paolo Sarpis großer Geschichte des Konzils von Trient fügte er einen umfangreichen Anmerkungsapparat bei, der große Teile der gegenreformatorischen katholischen Positionen in Zweifel zog. Dennoch verstand er sich bis zu seinem Tod als Sohn der römisch-katholischen Kirche und besuchte, wenn er in London war, den Gottesdienst in der Warwick Street Church. 1767 verfasste er zwei theologische Manuskripte, die er der Prinzessin Amelia anvertraute mit der Auflage, sie erst nach seinem Tod zu veröffentlichen. Aus ihnen geht hervor, dass er in zentralen doktrinären Punkten wie den Lehren von der Dreifaltigkeit und von der Inkarnation und Erbsünde sehr eigenwillige Ansichten vertrat, die nicht nur von römisch-katholischen, sondern auch von den Positionen der Kirche von England und anderer Reformationskirchen abzuweichen schienen. Allerdings verstand er seine Ausarbeitungen wohl immer nur als Erklärungen der Glaubensgeheimnisse und betrachtete sich selbst immer als orthodox. Auch im Streit um die Kindertaufe nahm er eine vermittelnde Haltung ein, die einerseits an dem altchristlichen Brauch festhielt, andererseits Verständnis für Täuferansichten erkennen ließ.
Pierre François Le Courayer wurde im Kreuzgang von Westminster Abbey beigesetzt, wo ihn eine große lateinische Grabinschrift ehrt.

## Veröffentlichungen (Auswahl)
- Dissertation sur la Validité des Ordinations des Anglois et sur la Succession des Évêques de l'Église Anglicane. Brüssel[7] 1723 (Digitalisat)
- Défense de la Dissertation sur la Validité des Ordinations des Anglois. Brüssel[7] 1726 (Digitalisat von Band I, Teil II)
- Histoire du Concile de Trente, französische Übersetzung des italienischen Werks von Paolo Sarpi mit historischen und theologischen Anmerkungen des Übersetzers. Basel 1738 (Digitalisat von Band I)